# Francisco Javier de Palacio y García de Velasco
Francisco Javier de Palacio y García de Velasco (Jaén, 1840-Madrid, 1902), conocido por su título nobiliario de conde de las Almenas, fue un político, periodista y escritor español, diputado y senador en las Cortes de la Restauración.

## Biografía
Nacido el 20 de febrero de 1840 en Jaén, ostentó el título nobiliario de conde de las Almenas. Estudió la carrera de Derecho en las universidades de Madrid y Sevilla. En los años de 1860 a 1866 colaboró en la revista La América (dirigida por Eduardo Asquerino), en El Mundo Pintoresco y en las columnas de La Ilustración Española y Americana, además de en El Año 61. Tras la Revolución de Septiembre se convirtió en defensor de la restauración monárquica. Con la vuelta de los Borbones fue nombrado gobernador de Jaén, además de alcanzar los cargos de diputado y senador. El conde de las Almenas, a quien Antonio F. Grilo consideraba condiscípulo de Silvela, Rafael Escosura y de Bernardo López García, fue un entusiasta de Cánovas y del conde de Toreno. Fue autor de varios folletos políticos, entre ellos uno titulado La política de la regencia, además de la obra Los grandes caracteres políticos contemporáneos, publicada en dos tomos. Falleció el 13 de abril de 1902 en Madrid y fue enterrado en la sacramental de San Isidro. Fue padre de José María de Palacio y Abárzuza, tercer conde de las Almenas.